# William Shepherd
Pour les articles homonymes, voir Shepherd.
William McMichael Shepherd dit Bill Shepherd est un astronaute américain né le 26 juillet 1949. Il a commandé l'Expédition 1, le premier équipage de la Station spatiale internationale. Il a reçu la Médaille d'honneur de l'espace du Congrès.

## Biographie
William Shepherd est né le 26 juillet 1949, de George R. Shepherd et Barbara Shepherd à Oak Ridge, Tennessee , mais il considère Babylon, New York , comme sa ville natale. William Shepherd est marié à Beth Stringham de Batavia, New York. William Sheperdest diplômé de l'Arcadia High School à Phoenix, Arizona en 1967, et a obtenu un baccalauréat en sciences en génie aérospatial de l' Académie navale des États-Unis à Annapolis, Maryland en 1971. William Sheperdest a terminé la formation de base en démolition sous-marine/SEAL (BUD/S) en 1972, puis a rejoint le commandement des opérations spéciales de la marine des États-Unis, et s'est qualifié comme Navy SEAL. William Shepherd a servi dans l'équipe de démolition sous-marine ONZE de la marine, les équipes SEAL UN et DEUX et l'unité de bateaux spéciaux VINGT. William Shepherd a obtenu un diplôme d'ingénieur en génie océanique et une maîtrise en génie mécanique, tous deux en 1978, du Massachusetts Institute of Technology (MIT).

## Vols réalisés
- 2 décembre 1988 : Atlantis (STS-27)
- 6 octobre 1990 : Discovery (STS-41)
- 22 octobre 1992 : Columbia (STS-52)
- Il est commandant de l'Expédition 1, embarquant sur l'ISS le 2 novembre 2000 par le vol Soyouz TM-31, et redescendant sur terre le 21 mars 2001 à bord de la navette Discovery, vol STS-102.